# 벤엔 국립공원
벤엔 국립공원(베트남어: Vườn Qu quc Gia Bến En)는 베트남 타인호아성에 있는 국립공원이다. 국립공원은 1992년 1월 27일 베트남 각료 회의 의장의 결정으로 설립되었다.

## 위치
국립 공원은 타인호아성 뉴쑤언현과 뉴타인현에 위치해 있다. 그 공원은 타인호아시에서 남서쪽으로 약 46km 떨어져 있다. 전체 면적은 14,735헥타르로, 이 중 원시림이 85.44km2에 이른다. 공원 지역에는 산, 언덕, 시내, 강이 있다. 그 공원에는 21개의 섬이 있는 30km2의 호수가 있다.

## 생물다양성
연구 결과 이 공원에는 몇 가지 희귀종이 있는 것으로 밝혀졌다. 지금까지 발견된 것은 식물 1,389종, 동물 1,004종, 포유류 66종, 조류 201종, 파충류 54종, 양서류 31종, 어류 68종, 곤충 499종이었다. 공원에는 462종의 식물과 125종의 목(目)이 있다. 아마도 보고된 종들 중 일부는 현재 멸종되었을 것이다.
 벤엔 국립공원에서는 멸종위기에 처한 나무 종인 에리스로플레옴 포르디이(Erythrophleum fordii)를 여전히 찾을 수 있다. 2011년 베트남과 싱가포르 과학자들은 새로운 생강 종인 디스티쵸클라미스 베니카(Distichochlamys benenica)를 발견했다.

## 관광
국립공원의 주요 명소는 모터보트나 카약으로 탐험할 수 있는 송묵호이다. 또 다른 관광 명소로는 국립공원의 남과 북에 위치한 동굴이다. 두 개의 숲길이 있는데 하나는 국립공원의 게스트하우스 옆에 있고, 다른 하나는 섬들 중 하나에 있다. 이 섬에는 휴가용 임대주택이 두 채 있다. 댐 옆에 있는 게스트하우스는 기본적인 숙소를 제공한다.

## 소수 민족
타이족, 토족, 므엉족을 포함한 소수 민족들이 국립공원 내에 살고 있다.